# Campeonato Mundial de Atletismo Sub-20 de 2021 - Salto em altura feminino
A prova do salto em altura feminino do Campeonato Mundial de Atletismo Sub-20 de 2021 ocorreu entre os dias 20 a 22 de agosto de 2021 no Centro Esportivo Internacional Moi, em Nairóbi, no Quênia. 

## Recordes
Antes desta competição, os recordes mundiais e do campeonato nesta prova eram os seguintes:
|       | Nome                     | Nacionalidade                       | Altura | Local           | Data                                   |
| ----- | ------------------------ | ----------------------------------- | ------ | --------------- | -------------------------------------- |
| WU20R | Olga Turchak Heike Balck | União Soviética · Alemanha Oriental | 2.01 m | Moscou Chemnitz | 7 de julho de 1986 18 de junho de 1989 |
| CR    | Alina Astafei            | Roménia                             | 2.00 m | Sudbury         | 29 de julho de 1988                    |
| WU20L | Mariya Kochanova         | ANA                                 | 1.94 m | Tcheboksary     | 26 de junho de 2021                    |

## Medalhistas
| Ouro                | Prata                         | Bronze                    |
| Natalya Spiridonova | Suíça Marithé-Thérèse Engondo | Chipre Styliana Ioannidou |

## Cronograma
Todos os horários são locais (UTC+3). 
| Data         | Hora  | Evento       |
| ------------ | ----- | ------------ |
| 20 de agosto | 10:13 | Qualificação |
| 22 de agosto | 15:25 | Final        |

## Resultados

### Qualificação
Qualificação: 1,85 m (Q) ou pelo menos melhor 12 qualificado (q) 
| Posição | Grupo | Atleta                  | Nacionalidade               | 1.64 | 1.69 | 1.74 | 1.78 | Resultado | Nota |
| ------- | ----- | ----------------------- | --------------------------- | ---- | ---- | ---- | ---- | --------- | ---- |
| 1       | B     | Adelina Khalikova       | Atletas Neutros Autorizados | –    | o    | o    | o    | 1.78      | q    |
| 1       | B     | Elisabeth Pihela        | Estónia                     | –    | –    | –    | o    | 1.78      | q    |
| 1       | A     | Idea Pieroni            | Itália                      | –    | o    | o    | o    | 1.78      | q    |
| 1       | A     | Natalya Spiridonova     | Atletas Neutros Autorizados | –    | –    | o    | o    | 1.78      | q    |
| 1       | A     | Styliana Ioannidou      | Chipre                      | –    | o    | o    | o    | 1.78      | q    |
| 1       | A     | Zorana Rokavec          | Sérvia                      | o    | o    | o    | o    | 1.78      | q    |
| 7       | B     | Laureen Maxwell         | França                      | –    | –    | xo   | o    | 1.78      | q    |
| 7       | B     | Marithé-Thérèse Engondo | Suíça                       | –    | xo   | o    | o    | 1.78      | q    |
| 9       | B     | Alesia Rengle           | Roménia                     | o    | o    | o    | xo   | 1.78      | q    |
| 9       | B     | Angelina Topić          | Sérvia                      | –    | o    | o    | xo   | 1.78      | q    |
| 11      | B     | Rebecca Mihalescul      | Itália                      | –    | o    | xo   | xo   | 1.78      | q    |
| 12      | A     | Federica Apostol        | Roménia                     | o    | o    | o    | xxx  | 1.74      | q    |
| 12      | A     | Merel Maes              | Bélgica                     | –    | o    | o    | xxx  | 1.74      | q    |
| 14      | A     | Lāsma Zemīte            | Letónia                     | –    | o    | xo   | xxx  | 1.74      |      |
| 15      | B     | Mariya Aleynikova       | Ucrânia                     | –    | o    | xxo  | xxx  | 1.74      |      |
| 15      | A     | Veronika Kramarenko     | Ucrânia                     | –    | o    | xxo  | xxx  | 1.74      |      |
| 17      | A     | Zeddy Jesire Chongwo    | Quênia                      | o    | xxx  |      |      | 1.64      |      |

### Final
A prova final foi realizada no dia 22 de agosto às 15:25. 
| Posição           | Atleta                  | Nacionalidade               | 1.75 | 1.80 | 1.84 | 1.87 | 1.89 | 1.91 | 1.93 | 1.94 | Resultado | Notas           |
| ----------------- | ----------------------- | --------------------------- | ---- | ---- | ---- | ---- | ---- | ---- | ---- | ---- | --------- | --------------- |
| Medalha de ouro   | Natalya Spiridonova     | Atletas Neutros Autorizados | o    | o    | xxo  | xo   | xxo  | o    | x-   | xx   | 1.91      | Recorde pessoal |
| Medalha de prata  | Marithé-Thérèse Engondo | Suíça                       | o    | xo   | o    | xo   | o    | x-   | xx   |      | 1.89      | NU20R           |
| Medalha de bronze | Styliana Ioannidou      | Chipre                      | o    | o    | o    | o    | xxx  |      |      |      | 1.87      | NU20R           |
| 4                 | Elisabeth Pihela        | Estónia                     | o    | xo   | xo   | xxo  | xxx  |      |      |      | 1.87      | Recorde pessoal |
| 5                 | Merel Maes              | Bélgica                     | o    | o    | o    | xxx  |      |      |      |      | 1.84      |                 |
| 6                 | Angelina Topić          | Sérvia                      | o    | xo   | o    | xxx  |      |      |      |      | 1.84      |                 |
| 7                 | Federica Apostol        | Roménia                     | xo   | xxo  | o    | xxx  |      |      |      |      | 1.84      | Recorde pessoal |
| 8                 | Adelina Khalikova       | Atletas Neutros Autorizados | o    | xo   | xo   | xxx  |      |      |      |      | 1.84      |                 |
| 9                 | Idea Pieroni            | Itália                      | o    | o    | xxx  |      |      |      |      |      | 1.80      |                 |
| 9                 | Zorana Rokavec          | Sérvia                      | o    | o    | xxx  |      |      |      |      |      | 1.80      |                 |
| 11                | Rebecca Mihalescul      | Itália                      | xo   | xxo  | xxx  |      |      |      |      |      | 1.80      |                 |
| 12                | Laureen Maxwell         | França                      | xo   | xxx  |      |      |      |      |      |      | 1.75      |                 |
| 12                | Alesia Rengle           | Roménia                     | xo   | xxx  |      |      |      |      |      |      | 1.75      |                 |

Legenda
| Recorde mundial       | Recorde mundial (World record)               |                       | Recorde africano                      | Recorde africano (African) |                                           | Q | Classificado por posição (Qualified) |
| Recorde do campeonato | Recorde do campeonato (Championship record)  | Recorde da América    | Recorde da América (Americas)         | q                          | Classificado por melhor tempo (Qualified) |   |                                      |
| Melhor marca do ano   | Melhor marca do ano (World leading)          | Recorde asiático      | Recorde asiático (Asian)              | DNS                        | Não largou (Did not start)                |   |                                      |
| Recorde nacional      | Recorde nacional (National record)           | Recorde europeu       | Recorde europeu (European)            | DNF                        | Não terminou (Did not finish)             |   |                                      |
| Recorde pessoal       | Recorde pessoal do atleta (Personal best)    | Recorde da Oceania    | Recorde da Oceania (Oceania)          | DSQ / DQ                   | Desclassificado (Disqualified)            |   |                                      |
| Recorde da temporada  | Recorde da temporada do atleta (Season best) | Recorde sul-americano | Recorde sul-americano (South America) | NM                         | Sem marca (No mark)                       |   |                                      |